# Ільницький-Занкович Іван
Іван Ільницький-Занкович (1893, с. Ільник, нині Турківська міська громада, Львівська область — кін. 1960-х) — український військовий лексикограф.

## Життєпис
Народився в с. Ільник (нині село Турківського району Львівської обл.). Учасник української революції 1917—1921, фаховий артилерист, чотар, поручник в Українській Галицькій армії, військовий емігрант. 1921—1922 — член термінологічної комісії в таборі для інтернованих формувань Української Галицької армії в Йозефові (Чехословаччина).
Брав участь у підготовці українсько-німецького та німецько-українського словників військової термінології. В 1930-х рр. публікував статті з військової лексикографії в часописах «Рідна мова» (Варшава), «Нова свобода» (Хуст) та ін.

### Праці
- «Німецький та український військовий словник [Архівовано 3 січня 2018 у Wayback Machine.]» (бл. 40 тис. слів, Берлін, 1939),
- «Німецький та український летунський словник [Архівовано 3 січня 2018 у Wayback Machine.]» (бл. 20 тис. слів, Берлін, 1939).

Підготував до друку перекладні військові словники з чеської та польської мов, які не побачили світ. Доля архіву невідома.